# 1966年の音楽
1966年の音楽（1966ねんのおんがく）では、1966年（昭和41年）の世界の音楽分野に関する動向を記述する。

## 出来事
- ジャッキー吉川とブルー・コメッツ・メンバーが作曲した楽曲をメンバー自身達で演奏しながら歌唱・コーラスするバンド。メンバーである井上忠夫が作曲した日本人の琴線に触れる曲調（ブルコメサウンド）で「和製オリジナルポップス」の原点「青い瞳（Blue Eyes）」や「青い渚（My Lonely First Love）」（両曲とも作詞は橋本淳）が洋楽レーベルのCBSコロムビアから発売されヒット。ザ・ワイルド・ワンズの想い出の渚」。リヴァプール・サウンドを軸として独自にアレンジし、メンバーの大野克夫・かまやつひろし・井上孝之は作詞・作曲・編曲を変幻自在・自由自在にこなしポップなオリジナル曲が多いザ・スパイダースも活躍。グループサウンズ・ブームが爆発する伏線になった年。
- 荒木一郎が「空に星があるように」をヒットさせた。
- アニマルズの「朝日のない街」は反戦歌ではなかったが、「この場所から出ていかなければ」という歌詞が、ベトナム戦争に従軍していたアメリカ兵の心に響き、彼らの間で大人気だった[1]。
- この年のビルボード年間チャートのベスト3は2種類存在する。
  - 1966年12月24日発表のリスト

  1. ママス&パパス 「夢のカリフォルニア」
  2. ？とザ・ミステリアンズの 「96つぶの涙（96 Tears）」
  3. ジミー・ラフィン 「恋にしくじったら（What Becomes of the Brokenhearted）」

  - 後年修正されたリスト

  1. バリー・サドラー軍曹 「グリーン・ベレーのバラード」
  2. アソシエイション 「チェリッシュ」
  3. ライチャス・ブラザーズ 「ソウル&インスピレーション」
- 6月30日・7月1日・2日 - ビートルズが日本武道館でコンサートを開催。活動期間中で唯一の日本公演であった[2]。

- ベトナム戦争支持派のバリー・サドラー軍曹の曲がアメリカで大ヒットした。だが、サドラーは後の1978年にカントリーの作曲家を射殺。さらに1988年にはグアテマラで銃撃され、翌年死亡するという悲劇的な人生を歩んだ。
- 12月31日 - 第17回NHK紅白歌合戦

## 洋楽シングル
| - スプリームス 「ユー・キープ・ミー・ハンギン・オン」 - テンプテーションズ 「エイント・トゥー・プラウド・トゥ・ベッグ」 - フォー・トップス 「リーチ・アウト・アイル・ビー・ゼア」 - パーシー・スレッジ 「男が女を愛する時」 - オーティス・レディング 「トライ・ア・リトル・テンダネス」 - アイズレー・ブラザーズ 「ジス・オールド・ハート・オブ・マイン」 - エディ・フロイド 「ノック・オン・ウッド」 - ローリング・ストーンズ 「黒くぬれ!」「19回目の神経衰弱」 - ビートルズ 「ペイパーバック・ライター」「 恋を抱きしめよう」「ひとりぼっちのあいつ」「ディ・トリッパー」「イエロー・サブマリン」 - スペンサー・デイヴィス・グループ 「愛しておくれ」 - ホリーズ 「バス・ストップ」「アイ・キャント・レット・ゴー」 - アニマルズ 「朝日のない街」「ドント・ブリング・ミー・ダウン」 - ザ・フー 「恋のピンチ・ヒッター」 - スモール・フェイセス 「オール・オア・ナッシング」「シャ・ラ・ラ・ラ・リー」 - ザ・ジミ・ヘンドリックス・エクスペリエンス 「ヘイ・ジョー」 - ザ・ビーチ・ボーイズ 「グッド・ヴァイブレーション」「素敵じゃないか」 - モンキーズ 「恋の終列車」 - ラヴィン・スプーンフル 「サマー・イン・ザ・シティ」 - ママス&パパス 「夢のカリフォルニア」「マンデー・マンデー」「アイ・ソー・ハー・アゲイン」 - ボブ・ディラン 「雨の日の女」 - サイモン&ガーファンクル 「早く家へ帰りたい」「冬の散歩道」 - ウィルソン・ピケット 「ダンス天国」「ムスタング・サリー」 - トミー・ジェイムス&ザ・ションデルズ 「ハンキー・パンキー」 - ライチャス・ブラザーズ 「ソウル&インスピレーション」 - ？とザ・ミステリアンズ 「96つぶの涙」 - レフト・バンク 「いとしのルネ」 - ジャニス・イアン 「ソサエティーズ・チャイルド」 | - シェール 「バン・バン」 - キャノンボール・アダレイ 「マーシー・マーシー・マーシー」 - トロッグス 「恋はワイルド・シング」 - ザ・キャピトルズ 「クール・ジャーク」 - ザ・サンドパイパーズ 「グアンタナメラ」 - マッコイズ 「カム・オン、レッツ・ゴー」 - ロス・ブラボーズ 「ブラック・イズ・ブラック」 - ザ・サークル 「レッド・ラバー・ボール」 - ザ・ニュー・ボードビル・バンド 「ウィンチェスターの鐘」 - ジミー・ラフィン 「恋にしくじったら」 - ジョージィ・フェイム&ザ・ブルー・フレイムズ 「ゲッタウェイ」 - ナンシー・シナトラ&リー・ヘゼルウッド 「サマー・ワイン」 - ナンシー・シナトラ 「にくい貴方」「シュガー・タウンは恋の町」 - ダスティ・スプリングフィールド 「この胸のときめきを」「ゴーイン・バック」 - ウィルマ・ゴイク 「花のささやき」 - フランス・ギャル 「アニーとボンボン」 - アーロン・ネヴィル 「テル・イット・ライク・イット・イズ」 - ザ・ハプニングス 「シー・ユー・イン・セプテンバー」「ゴー・アウェイ・リトル・ガール」 - バーズ 「霧の8マイル」 - マンフレッド・マン 「プリティ・フラミンゴ」 - アソシエイション 「チェリッシュ」 - ヤング・ラスカルズ 「グッド・ラヴィン」 - レイ・チャールズ 「クライング・タイム」「レッツ・ゴー・ゲット・ストーンド」 - バリー・サドラー軍曹 「グリーン・ベレーのバラード」 |

## 洋楽アルバム
- ローリング・ストーンズ 『アフターマス』『ゴット・ライヴ』
- ビートルズ 『リボルバー』
- ボブ・ディラン 『ブロンド・オン・ブロンド』
- レイ・チャールズ 『クライング・タイム』
- アニマルズ 『ザ・ベスト・オブ・ジ・アニマルズ』
- スペンサー・デイヴィス・グループ『ザ・セカンド・アルバム』
- ゼム『ゼム・アゲイン』
- サイモン&ガーファンクル『サウンド・オブ・サイレンス』
- ジョン・コルトレーン 『アセンション』
- ザ・ビーチ・ボーイズ 『ペット・サウンズ』
- フランク・ザッパ&マザーズ・オブ・インヴェンション 『フリーク・アウト!』
- ドノヴァン 『サンシャイン・スーパーマン』
- セルジオ・メンデス&ブラジル '66 『マシュケナダ』

## 邦楽シングル
| - 青江三奈 「恍惚のブルース」 - 荒木一郎 「空に星があるように」「今夜は踊ろう」 - 和泉雅子&山内賢 「二人の銀座」 - ヴィレッジ・シンガーズ 「暗い砂浜」 - 植木等 「笑えピエロ」「シビレ節」 - エマノンズ 「500マイル」 - 扇ひろ子 「哀愁海峡」 - 加賀城みゆき 「おさらば故郷さん」 - 加山雄三 「お嫁においで」「蒼い星くず」「霧雨の舗道」「夜空を仰いで」「まだ見ぬ恋人」 - 北島三郎 「兄弟仁義」「函館の女」 - 黒沢明とロス・プリモス 「ラブユー東京」 - 西郷輝彦 「星のフラメンコ」 - ザ・サベージ 「いつまでもいつまでも」「この手のひらに愛を」「君について行こう」 - 沢たまき 「ベッドで煙草を吸わないで」 - 島倉千代子 「ほんきかしら」 - ジャッキー吉川とブルーコメッツ 「青い瞳」「青い渚」 - 城卓矢 「骨まで愛して」 - 水前寺清子 「いっぽんどっこの唄」 - ザ・スパイダース 「夕陽が泣いている」「なんとなくなんとなく」「ノー・ノー・ボーイ」 - 千昌夫 「星影のワルツ」 - 園まり 「逢いたくて逢いたくて」「夢は夜ひらく」 - ダーク・ダックス 「銀色の道」 | - 高倉健 「唐獅子牡丹」 - デューク・エイセス 「いい湯だな」 - 西田佐知子 「裏町酒場」「信じていたい」 - バーブ佐竹 「ネオン川」 - 橋幸夫 「雨の中の二人」「恋と涙の太陽」「霧氷」 - ザ・ピーナッツ 「恋のフーガ」 - 布施明 「霧の摩周湖」 - 舟木一夫 「絶唱」 - フランク永井 「大阪ろまん」 - ブロード・サイド・フォー 「若者たち」「星に祈りを」 - マイク眞木 「バラが咲いた」 - 槇みちる 「若いってすばらしい」 - 美川憲一 「柳ヶ瀬ブルース」 - 緑川アコ 「夢は夜ひらく」 - 美空ひばり 「悲しい酒」 - 都はるみ 「さよなら列車」 - 森進一 「女のためいき」 - 森山良子 「今日の日はさようなら」 - 山本リンダ 「こまっちゃうナ」 - 吉永小百合 「ねむの木の子守唄」 - ザ・ワイルドワンズ 「想い出の渚」 |

## 主な音楽賞
| 賞                                       | 受賞作・受賞者 |
| ---------------------------------------- | --- |
| 第16回サンレモ音楽祭                     | - 大賞 - ジリオラ・チンクエッティとドメニコ・モドゥーニョ「Dio, come ti amo」 |
| 第11回ユーロビジョン・ソング・コンテスト | - 優勝者 - ウド・ユルゲンス「メルシー・シェリー」 |
| 第8回日本レコード大賞                    | - 大賞 - 橋幸夫「霧氷」 - 新人賞 - 荒木一郎「空に星があるように」 加藤登紀子「赤い風船」 - 歌唱賞 - 舟木一夫「絶唱」 - 作曲賞 - 浜口庫之助 - 「星のフラメンコ」西郷輝彦 / 「バラが咲いた」マイク真木 - 作詞賞 - 岩谷時子 - 「君といつまでも」加山雄三 / 「逢いたくて逢いたくて」園まり - 編曲賞 - 森岡賢一郎 - 「君といつまでも」加山雄三 / 「逢いたくて逢いたくて」園まり - 企画賞 - 「にほんのうた」 - 童謡賞 - 「オバケのQ太郎」石川進 - 特別賞 - 加山雄三 |
| 第8回グラミー賞                          | - 最優秀レコード賞 - ハーブ・アルパート & ザ・ティファナ・ブラス「蜜の味」 - 最優秀アルバム賞 - フランク・シナトラ「Sinatra: A Man And His Music」 - 最優秀楽曲賞 - ジョン・レノン&ポール・マッカートニー「ミッシェル」 - 最優秀新人賞 - 該当者なし |
| 第4回ゴールデン・アロー賞                | - 大賞 - 加山雄三 |
| 第4回レコード・アカデミー大賞            | - 大賞 - べーム「歌劇「ヴォツェック」全曲」 |

## デビュー
- 1月 - 城卓也／骨まで愛して…菊地正夫から改名
- 3月10日 - ジャッキー吉川とブルー・コメッツ／青い瞳（英語）…ボーカル曲・オリジナル曲のデビュー
- 4月 - 黒沢明とロス・プリモス／涙とともに（B面は「ラブユー東京」）
- 4月5日 - マイク眞木／バラが咲いた
- 4月15日 - 加藤登紀子／誰も誰も知らない
- 5月 - 藤浩一（現・子門真人）／故郷の悲しき星
- 5月5日 - ジュディ・オング／星と恋したい
- 6月20日 - 森進一／女のためいき
- 7月 - 青江三奈／恍惚のブルース
- 7月 - 加賀城みゆき／おさらば故郷さん
- 7月1日 - ザ・サベージ／いつまでもいつまでも…寺尾聰在籍
- 7月20日 - ザ・ブロードサイド・フォー／若者たち
- 8月 - 黒沢年雄／僕の恋人どこにいる
- 8月16日 - モンキーズ／恋の終列車
- 9月5日 - 荒木一郎／空に星があるように
- 9月1日 - シャープ・ホークス／ついておいで…安岡力也在籍
- 9月20日 - 山本リンダ／こまっちゃうナ
- 10月 - ヴィレッジ・シンガーズ／暗い砂浜
- 10月 - 水沢有美／兄妹の星
- 10月1日 - 緑川アコ／夢は夜ひらく
- 10月5日 - 恵とも子／ピンクの口紅
- 11月5日 - ザ・ワイルドワンズ／想い出の渚
- 12月16日 - ジミ・ヘンドリックス・エクスペリエンス／Hey Joe（英語版）
- 12月20日 - 高石友也／かごの鳥ブルース
- 月日不明 - 中山丈二／真珠の涙

## 解散・活動休止
- 王将太鼓
- ザ・スリー・サンズ
- ザ・パラマウンツ（秋）
- ザ・ブロードサイド・フォー
- ザ・ロネッツ（夏）
- ジェリー&ザ・ペースメイカーズ（10月）
- ジョニー・キッド&ザ・パイレーツ

## 誕生
出身地または国籍が日本である人物の国名表記は省略。
- 1月5日 - 天野由梨（京都府、声優・歌手）
- 1月18日 - 宮沢和史（山梨県、ミュージシャン、THE BOOM）
- 1月27日 - 三田寛子（京都府、元女優・タレント・元歌手）
- 1月31日 - 石黒賢（東京都、俳優・タレント・元歌手）
- 2月1日 - 宮田和弥（東京都、歌手、JUN SKY WALKER(S)/元ジェット機）
- 2月3日 - 伊藤毅（東京都、ベーシスト、元JUN SKY WALKER(S)）
- 2月3日 - 松本小雪（東京都、元タレント、元歌手）
- 2月4日 - 小泉今日子 (神奈川県、歌手・女優)
- 2月5日 - 川上麻衣子（、女優・元歌手）
- 2月6日 - 大槻ケンヂ（東京都、歌手・作家、筋肉少女帯/特撮/電車/空手バカボン）
- 2月6日 - リック・アストリー（、歌手）
- 2月8日 - 内田雄一郎（東京都、ベーシスト、筋肉少女帯）
- 2月16日 - 佐藤伸治（東京都、歌手、フィッシュマンズ、+1999年・33歳没）
- 2月19日 - 薬丸裕英（東京都、タレント、元シブがき隊）
- 3月3日 - 小出広美（愛知県、元歌手）
- 3月6日 - アワダジン・プラット（、ピアニスト）
- 3月7日 - 櫻井敦司（群馬県、歌手、BUCK-TICK/元SCHWEIN）
- 3月11日 - 鈴木研一（青森県、ベーシスト、人間椅子）
- 3月12日 - 神崎ゆう子（東京都、歌手）
- 3月13日 - 今田耕司（大阪府、お笑いタレント、元KOJI1200）
- 3月20日 - 湊雅史（東京都、ドラマー、元DEAD END）
- 3月21日 - 福島忍（東京都、トロンボーン奏者、勝手にしやがれ）
- 3月22日 - ØKI（広島県、歌手、THE STREET BEATS）
- 3月23日 - ゲレン大嶋（東京都、三線プレイヤー）
- 3月25日 - ヤマジカズヒデ（歌手、dip/元I'M FLASH! BAND）
- 4月3日 - 冨永みーな（広島県、声優・元歌手）
- 4月8日 - 松本明子（香川県、タレント・歌手）
- 4月10日 - 福井祥史（京都府、歌手、元D'ERLANGER/元STRAWBERRY FIELDS/元VINYL）
- 4月12日 - 広瀬香美（福岡県、歌手）
- 4月13日 - 名越美香（埼玉県、元歌手、元おニャン子クラブ）
- 4月14日 - 冨永義之（東京都、ドラマー、エレファントカシマシ）
- 4月15日 - 高緑成治（東京都、ベーシスト、エレファントカシマシ）
- 4月17日 - 立川俊之（埼玉県、ミュージシャン、大事MANブラザーズオーケストラ）
- 4月23日 - 増子直純（北海道、歌手、怒髪天）
- 4月24日 - クリスティアン・テツラフ（、ヴァイオリニスト）
- 4月24日 - 田島貴男（東京都、歌手、ORIGINAL LOVE）
- 5月5日 - ジョン・健・ヌッツォ（、声楽家）
- 5月7日 - ats-（新潟県、歌手、元HΛL）
- 5月16日 - ジャネット・ジャクソン（、歌手）
- 5月30日 - 松本玲二（神奈川県、ドラマー、TUBE）
- 6月3日 - 藤尾領（東京都、ミュージシャン、元A-JARI/元THE HEART）
- 6月4日 - 屍忌蛇（高知県、ギタリスト、元Gargoyle/元アニメタル/VOLCANO）
- 6月4日 - チェチーリア・バルトリ（、メゾソプラノ歌手）
- 6月8日 - 塩谷哲（ピアニスト、SALT&SUGAR）
- 6月8日 - 森尾由美（東京都、女優・元歌手）
- 6月9日 - 宇乃かつを（神奈川県、ミュージシャン）
- 6月12日 - 宮本浩次（東京都、ミュージシャン、エレファントカシマシ）
- 6月14日 - 平本淳也（神奈川県、タレント・元歌手、元SHADOW）
- 6月16日 - 星野英彦（群馬県、ギタリスト、BUCK-TICK/元dropz）
- 6月19日 - セリア（、歌手）
- 6月20日 - 大野由美子（ベーシスト、Buffalo Daughter）
- 6月22日 - 斉藤和義（栃木県、シンガーソングライター、MANNISH BOYS）
- 6月25日 - 阿部順一（東京都、歌手、元SHADOW）
- 6月26日 - 皆口裕子（東京都、声優・歌手）
- 6月26日 - 山本スーザン久美子（東京都、元歌手、元おニャン子クラブ）
- 6月28日 - 中村あゆみ（福岡県、シンガーソングライター）
- 6月29日 - パパイヤ鈴木（東京都、ダンサー、パパイヤ鈴木とおやじダンサーズ）
- 7月6日 - 田中知之（京都府、音楽プロデューサー、Fantastic Plastic Machine）
- 7月12日 - 沢田泰司（千葉県、ベーシスト、X JAPAN、+2011年・45歳没）
- 7月12日 - 渡辺美里 (東京都、歌手)
- 7月13日 - 石川秀美 (愛知県、女優・タレント・元歌手)
- 7月15日 - 永瀬正敏（宮崎県、俳優・元歌手）
- 7月24日 - 植草克秀（千葉県、歌手・俳優、少年隊）
- 7月28日 - スガシカオ（東京都、シンガーソングライター、福耳/kōkua）
- 7月30日 - 阿部義晴（山形県、キーボーティスト、ユニコーン/元ABEX GO GO）
- 8月14日 - 畑亜貴（東京都、シンガーソングライター）
- 8月15日 - 青木達之（東京都、ドラマー、東京スカパラダイスオーケストラ、+1999年・32歳没）
- 8月15日 - シャーリー・クァン（、歌手）
- 8月18日 - 坂詰克彦（北海道、ドラマー、怒髪天）
- 8月20日 - ダイムバッグ・ダレル（、ギタリスト、元パンテラ/元ダメージプラン、+2004年・38歳没）
- 8月22日 - 伊藤ふみお（歌手、KEMURI）
- 8月27日 - 内池秀和（作曲家、+2018年・51歳没）
- 8月28日 - 高橋洋子（東京都、歌手）
- 9月1日 - 上澤津孝（大阪府、歌手、MAGIC）
- 9月2日 - 早見優（静岡県、歌手・タレント）
- 9月5日 - 沖祐市（神奈川県、キーボディスト、東京スカパラダイスオーケストラ/Sembello）
- 9月10日 - 斉藤由貴（神奈川県、歌手・女優）
- 9月13日 - 原真祐美（北海道、元女優・元歌手）
- 9月20日 - 口笛太郎（大阪府、口笛演奏家）
- 9月20日 - ナカジマノブ（東京都、ドラマー、人間椅子）
- 9月20日 - ヌーノ・ベッテンコート（、ギタリスト、エクストリーム）
- 9月25日 - スタニスラフ・ブーニン（、ピアニスト）
- 9月30日 - 東山紀之（神奈川県、実業家・元歌手・元俳優、少年隊）
- 10月8日 - 吉井和哉（東京都、ミュージシャン、THE YELLOW MONKEY）
- 10月10日 - スモーキー・テツニ（コーラス、クレイジーケンバンド）
- 10月11日 - NOV（大阪府、歌手、元AION/VOLCANO/地獄カルテット）
- 10月27日 - 高嶋政伸（東京都、俳優・元歌手）
- 10月28日 - 久保田洋司（広島県、ミュージシャン、THE 東南西北）
- 11月5日 - 春畑道哉（東京都、ギタリスト、TUBE）
- 11月6日 - ポール・ギルバート（、ギタリスト、レーサーX/MR. BIG）
- 11月11日 - 旭純（東京都、音楽家）
- 11月11日 - シュガー吉永（歌手、Buffalo Daughter）
- 11月13日 - 青木和義（岐阜県、ドラマー、T-BOLAN）
- 11月27日 - イノマー（東京都、歌手、オナニーマシーン、+2019年・53歳没）

- 11月28日 - 安田成美（東京都、女優・元歌手）
- 12月1日 - 池田政典（京都府、歌手・声優・俳優）
- 12月2日 - 中西圭一（サクソフォニスト、クレイジーケンバンド）
- 12月4日 - 永井真理子（静岡県、ミュージシャン）
- 12月6日 - 渡辺俊美（福島県、ミュージシャン、TOKYO No.1 SOUL SET/THE ZOOT16）
- 12月7日 - 伊藤かずえ（神奈川県、女優・元歌手）
- 12月8日 - シネイド・オコナー（、ミュージシャン、+2023年・56歳没）
- 12月12日 - 竹内鉄郎（ミュージックビデオ監督）
- 12月12日 - 田中和（神奈川県、トランペッター、勝手にしやがれ）
- 12月16日 - アベフトシ（広島県、ギタリスト、元THEE MICHELLE GUN ELEPHANT、+2009年・42歳没）
- 12月18日 - 江角マキコ（島根県、元女優・元歌手）
- 12月19日 - YU-KI（愛媛県、歌手、TRF）
- 12月20日 - 冬馬由美（東京都、声優・元歌手）
- 12月22日 - 国生さゆり（鹿児島県、歌手・タレント）
- 12月25日 - 谷中敦（東京都、サクソフォニスト、東京スカパラダイスオーケストラ）
- 12月28日 - 高井麻巳子（福井県、元歌手、元おニャン子クラブ）
- 12月28日 - トータス松本（兵庫県、ミュージシャン・俳優、ウルフルズ）
- 月日不明 - 牧鉄馬（静岡県、ミュージックビデオ監督）

## 死去
- 2月13日 - マルグリット・ロン（ フランス、ピアニスト、1874年生・91歳没）
- 3月30日 - イェリー・ダラーニ（ ハンガリー、ヴァイオリニスト、1893年生・72歳没）
- 6月12日 - ヘルマン・シェルヘン（ ドイツ、指揮者・作曲家、1891年生・74歳没）
- 7月31日 - バド・パウエル（ アメリカ合衆国、ピアニスト、1924年生・41歳没）
- 8月21日 - 篠崎弘嗣（福岡県、ヴァイオリニスト、1902年生・64歳没）
- 9月17日 - フリッツ・ヴンダーリヒ（ ドイツ、テノール歌手、1930年生・35歳没）
- 10月7日 - スマイリー・ルイス（ アメリカ合衆国、R&B歌手、1913年生・53歳没）
- 11月2日 - ミシシッピ・ジョン・ハート（ アメリカ合衆国、ブルース歌手・ギタリスト、1892年生・74歳没）
- 11月12日 - クインシー・ポーター（ アメリカ合衆国、作曲家・ヴィオラ奏者、1897年生・69歳没）
- 11月28日 - ヴィットリオ・ジャンニーニ（ アメリカ合衆国、作曲家、1903年生・63歳没）
- 12月24日 - ガスパール・カサド（ スペイン、チェリスト、1897年生・69歳没）